# Минтай далекосхідний
Минтай далекосхідний (Gadus chalcogrammus) — придонна пелагічна холодолюбна риба родини тріскових, роду тріска (Gadus). Найпоширеніша риба в північній частині Тихого океану. Разом з путасу Атлантики, тихоокеанський минтай раніше вважався рибою невеликої харчової цінності. Поряд з іншими пелагічними хижаками (скумбрія, тріска, тунець, ставрида) живиться на різних трофічних рівнях. Серед тріскоподібних риб Світового океану (тріска, пікша, путасу, навага, сайка, морський минь, сайда, мерланг тощо), минтаю належить провідне місце за обсягом вилову: 1991 рік — 4 893 484, 1992 рік — 4 986 664, 1993 рік — 4 619 008, 1994 рік — 4 299 474, 1995 рік — 4 687 718 тонн:49.
Через надмірний вилов минтаю, руйнівні методи риболовлі (середньо-глибинне тралення, що часто контактує з дном) перебуває в червоному списку США Грінпіс. У 2016 році минтай був виділений червоним в німецькому рибному гіді Greenpeace, організація закликає утриматися від покупки даного виду риби.

## Зовнішній вигляд

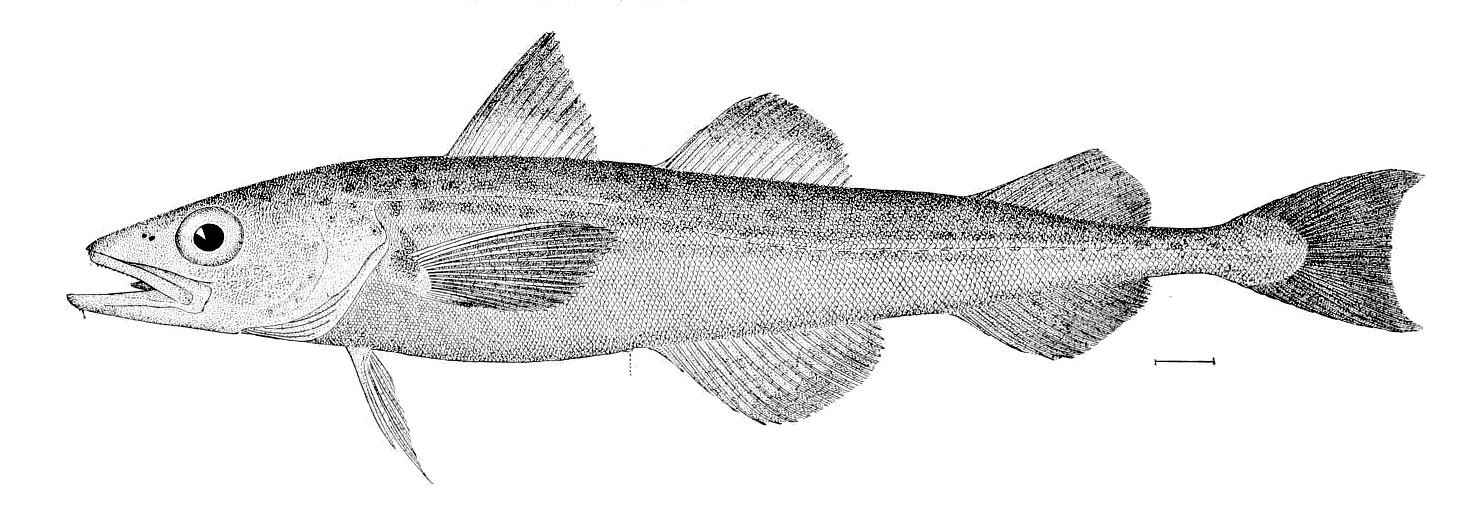

Минтай має три спинні плавці. Дуже короткий вусик на підборідді. Черевні плавці розташовані перед грудними. Забарвлення плямисте. Очі великі (напівглибоководна риба). Довжина тіла 40—45 см, вага — до 1,5 кг.

## Спосіб життя
Минтай живе в холодних водах, при температурі від 2 до 9 °C. Для життєдіяльності вибирає глибини від 200 до 300 метрів, хоча може здійснювати міграції, опускаючись на глибину 500—700 метрів і глибше. Тривалість життя минтая близько 15—16 років. Під час нересту риба підходить до берегів, запливаючи на мілководдя з глибинами 50—100 м. Нерестові скупчення минтая дуже щільні. Сам нерест в різних місцях Тихого океану починається в різний час. Так нерест минтая в Беринговому морі буває навесні та влітку (з березня по вересень), біля берегів Кореї — взимку і навесні (з листопада по березень), а біля Камчатки — навесні. При цьому самки можуть нереститись навіть при мінусових температурах (−1,8 °C). Ікринки розвиваються в 50-метровому поверхневому шарі.
Минтай стає статевозрілим у віці 3—4 років. Саме тоді він досягає своєї найбільшої ваги, яка також різниться і залежить від місць проживання риби (від 2,5 до 5 кг).
Минтай харчується переважно планктонними ракоподібними. Набуваючи в рості минтай починає харчуватися більшою здобиччю, а саме дрібною рибою (мойва, корюшка) і кальмарами. Серед минтая трапляються випадки канібалізму — поїдання личинок і мальків свого виду.

## Поширення
Азійське узбережжя — в Японському, Охотському та Беринговому морях. Американське узбережжя — Берингове море, затока Аляска, затока Монтерей. Океанічні води — до протоки Цугару (Сангарської), південніше зустрічається рідко.
Близький вид виявили в Баренцовому морі — минтай атлантичний (Theragra finnmarchica).

## Світовий вилов

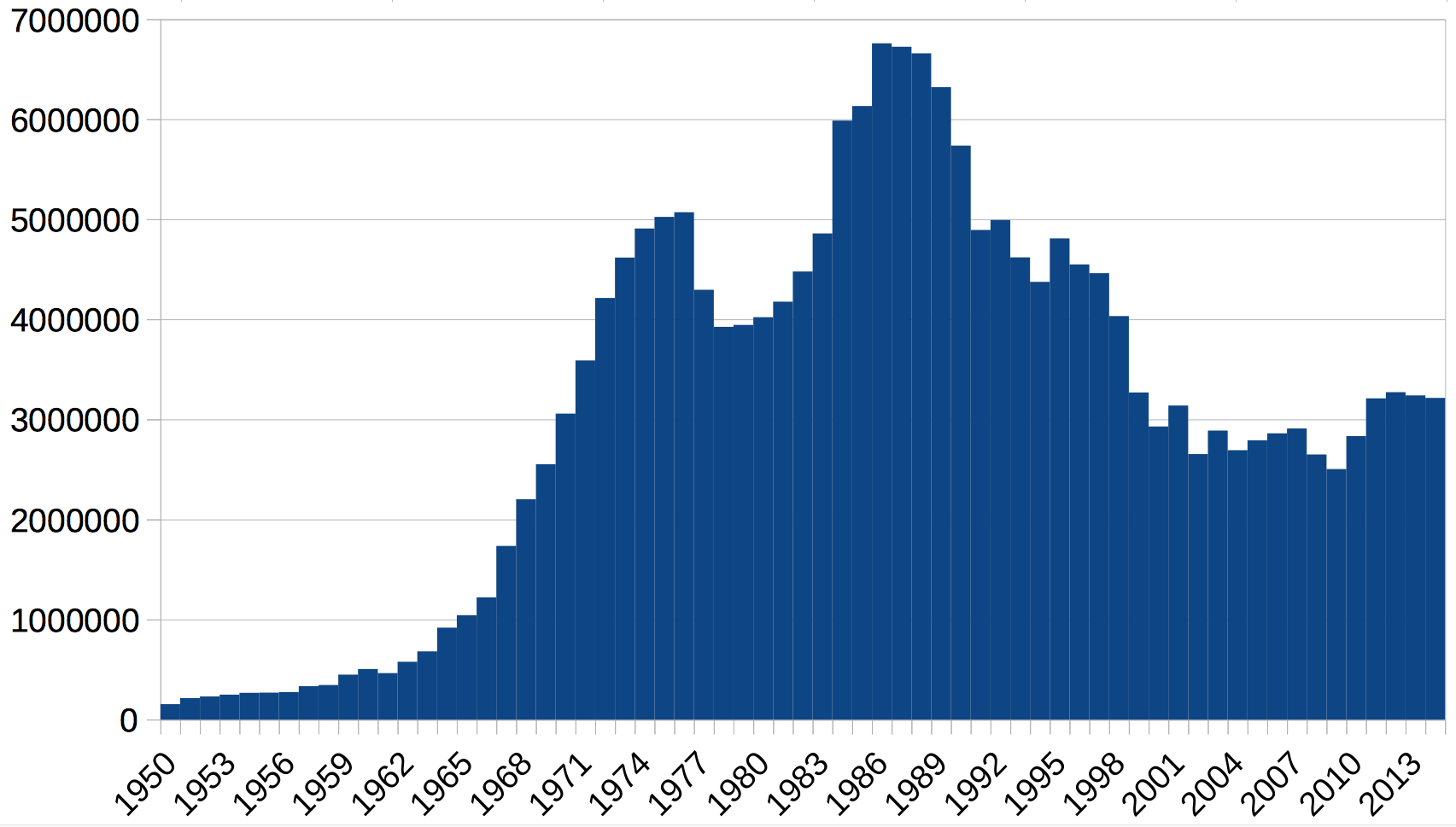
Світовий вилов минтая

Щорічний вилов минтая становить близько 4 мільйонів тонн. Половина вилову припадає на Росію і Китай. Серед країн ЄС найбільшими імпортерами минтая є Німеччина, Франція та Велика Британія. У 1996 р. близько 95 % минтая, імпортованого в ЄС, було ввезено, переважно, у ці три держави. Промисел регламентований.

## Продукти з минтая

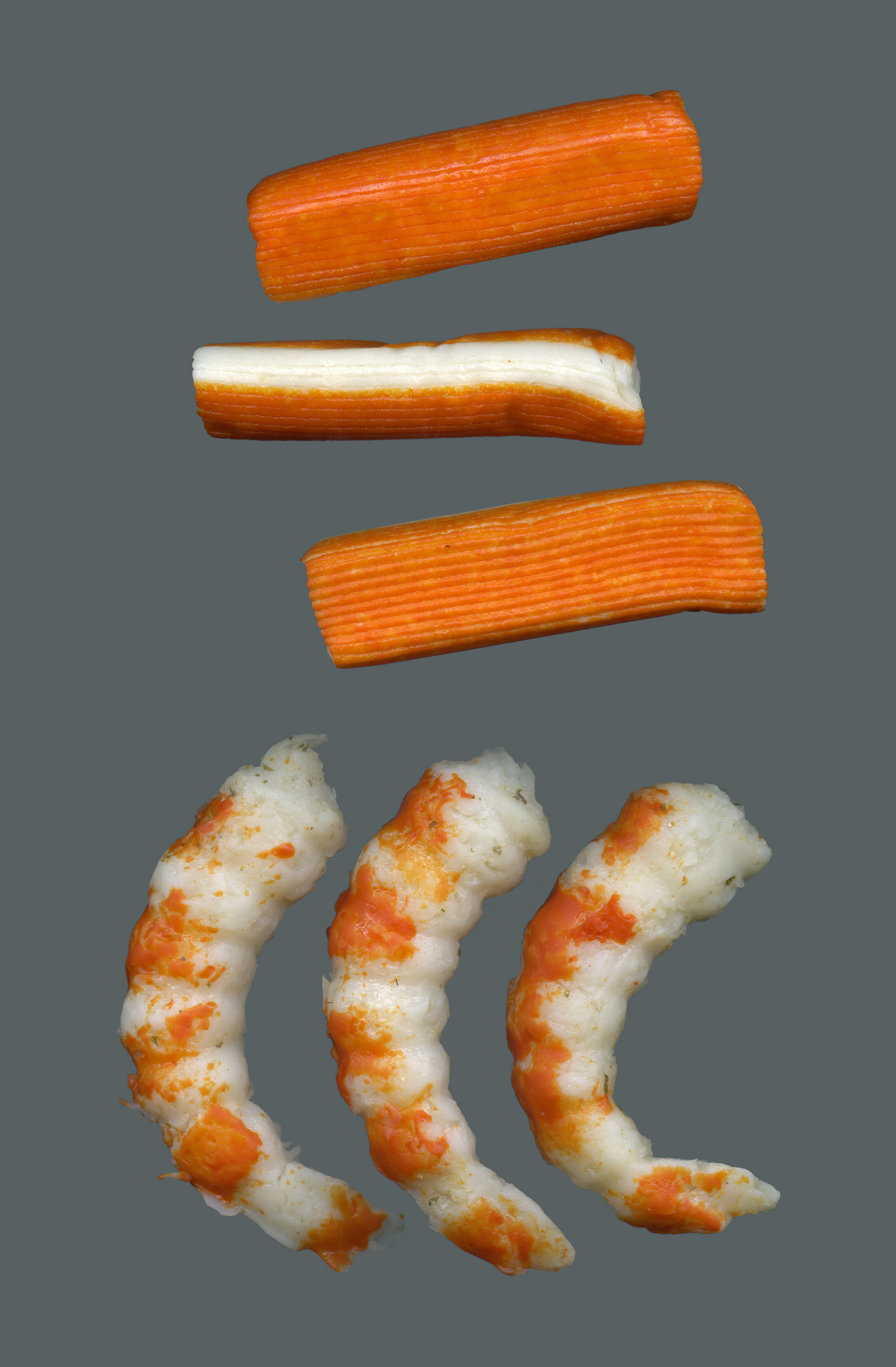
Імітація крабового м'яса із сурімі

- Заморожене філе минтая (використовується як напівфабрикат).
- Солена ікра минтая.
- В'ялено-сушена риба.
- Печінка минтая (містить велику кількість жиру та вітаміну А).
- Сурімі (часто використовується для імітації крабового м'яса, «крабові палички»).
- Використовується в індустрії фаст-фуду (наприклад, Філе-о-Фіш в МакДоналдз)